# Heidelberg, Gauteng
Heidelberg, Gauteng este un oraș din Africa de Sud.